# Indiska tecknade serier

Indiska tecknade serier (hindi: chitrakatha,  चित्र कथा; ung. 'berättande bilder') är tecknade serier från Indien. Här har man sedan 1960-talet haft en omfattande serieproduktion. Den indiska serietraditionen har inte, så som många andra asiatiska länder serieproduktioner, influerats nämnvärt av japansk manga, utan framför allt av de amerikanska, och i viss mån de brittiska, serierna. Trots att Indien under senare halvan av 1900-talet etablerade en av Asiens största inhemska seriemarknader, har de indiska serierna traditionellt rönt mycket lite internationell uppmärksamhet.
De två stora föregångarna bland indiska serieskapare är Anant Pai, med tidningarna Amar Chitra Katha och Tinkle, och Pran Kumar Sharma, med humorserier som Chacha Chaudhary, Billoo, Pinki, med flera. Andra utmärkande kreatörer är Narayan Debnath, som lett utvecklingen av serier på bengali, och superhjälteserieksaparen Sanjay Gupta.

## Historik

### Rötterna
1932 publicerad de första indiska politiska skämtteckningarna i Bombays engelskspråkiga nyhetstidningar. Upphovsmannen, K. Shankar Pillai, grundade 16 år senare skämttidningen Shankar's Weekly, en lokal variant på den brittiska Punch. Tidningen innehöll ett flertal skämtteckningar, men få eller inga regelrätta serier.
Seriemediet slog igenom på 1950-talet, genom importerade amerikanska dagspresserier som Fantomen, Blixt Gordon och Rip Kirby. Den inhemska serieproduktionen kom dock inte igång förrän Pran Kumar Sharma (med signaturen Pran) på 1960-talet skapade den första indiska serien, den kortlivade strippserien Daabu. Pran följde upp Daabu med ett flertal humorserier, varav framför allt Chacha Chaudhary (skapad 1971) utmärkt sig, och sedermera kommit att bli en av de mest framgångsrika indiska serierna.

### 1900-talets serietidningar

#### Indrajal Comics
1964 publicerade Bennett, Coleman & Co. Ltd. - främst känd som utgivare av The Times of India, en av världens största engelskspråkiga nyhetstidningar - det första numret av Indrajal Comics, vilken kom att etablera serietidningsformatet i Indien. Tidningen fylldes huvudsakligen av amerikanska och brittiska äventyrsserier, hämtade från The Times of Indias seriesidor, med Fantomen som främsta dragplåster. Med start 1976 började man dock dessutom publicera den indiska originalserien Bahadur, en kriminalserie skapad av Abid Surti. Utöver enstaka engångsserier kom ytterligare två originalserier att publiceras i Indrajal: de kortlivade agentserierna Dara - The Prince of the Spies och Aditya - The Man from Nowhere, båda tecknade av Pradeep Sathe.
Indrajal Comics gick i graven 1990, efter drygt 800 nummer.

#### Amar Chitra Katha
Indrajal Comics framgångar innebar en hastigt växande serietidningsmarknad under 1970-talet. Den mest framträdande serietidningen med indiskproducerat material blev Amar Chitra Katha, grundad av Anant Pai och bokförlaget India Book House 1967. Pai - sedermera känd bland indiska serieläsare som Uncle Pai, farbror Pai - hade varit med och etablerat Indrajal Comics och insåg seriernas genomslagskraft. Han ville nu, med Amar Chitra Katha, öka kunskapen om Indiens historia, filosofi, religion och folklore. Tidningen, som alltjämt utkommer och hittills (2013) omfattar över 450 utgåvor har inkluderat serieversioner av indiska klassiker som Mahabharata, Bhagavad-Gita, Ramayana, Kathasaritsagara, och Upanishaderna; seriebiografier över historiska centralgestalter - såväl indiska (Mahatma Gandhi, Gobind Singh, Ashoka, Chitta Ranjan Das, Buddha, Moder Teresa, Shivaji, etc.) som från övriga världen (Marie Curie, Napoleon Bonaparte, Albert Einstein, Jesus från Nasaret, med flera); berättelser om hinduiska gudar som Krishna, Indra och Ganesha; samt historiska och religiösa skildringar (Indiens självständighetsrörelse, Induskulturen, zen, sufism, med mera). 
Utöver att fylla sitt pedagogiska syfte, innebar Amar Chitra Katha också en grogrund för nya serieskapare, bland de mest namnkunniga tecknare och författare som etablerades i och med tidningen märks Ram Waeerker, Dilip Kadam och Pratap Mullick.
1980 följde Pai upp Amar Chitra Katha med serietidningen Tinkle, som kommit att innehålla flera humorserier för barn, varav den mest framgångsrika, Suppandi, skapades av Ram Waeerkar 1984.

#### De stora serieförlagen
Förlaget Diamond Comics blev tidigt en av de största serietidningsutgivarna, med ett rikt utbud av titlar. Utöver att vara Pran Kumar Sharmas förläggare, kom Diamond Comics utbud att omfatta serier inom de flesta genrer; bland många andra märks detektivserierna Rajan Iqbal och Lambu-Motu, humorserien Ankur och science fiction-serien Fauladi Singh. 
Bland övriga aktörer med betydande egenproduktion märktes framför allt Manoj Comics, som bland annat rönte framgång med spionserierna Ram-Rahim och Crookbond, och Tulsi Comics, vars utbud bland annat innehöll äventyrsserien Angara, och science fiction-serien Jambu . Jämte Diamond Comics, Manoj Comics, och Tulsi Comics, etablerades flera andra serieförlag, men, i likhet med Indrajal Comics bestod mycket av innehållet i dessa tidningar av återtryckta amerikanska och brittiska dagspresserier. 
Diamond Comics är ännu (2013) Indiens största serietidningsförlag, men såväl Manoj som Tulsi har lagt ned sin verksamhet.

#### Superhjältar
I och med att serietidningsformatet etabletas började också importerade amerikanska superhjälteserier åtnjuta framgångar, vilket kom att influera också de inhemska serierna – till en början huvudsakligen genom humorserier med superhjältar i huvudrollen, däribland Batul the Great, skapad av Narayan Debnath för barntidningen Shuktara 1965, och Dinkan (en mus med superkrafter) skapad av signaturerna Somashekharan och Baby för barntidningen Balamangalam 1983.
1986 etablerades förlaget Raj Comics, som snart växte till en av de stora indiska serieaktörerna. Inspirerat av amerikanska förlag som DC Comics och Marvel, etablerade Raj under ledning av redaktören och manusförfattaren Sanjay Gupta ett universum av superhjältar, varav de mest framgångsrika innefattar Nagraj (skapad 1986), Super Commando Dhruva (1987), Parmanu (1991), Bhokal (1991), Doga (1993), Yoddha (1993) och Shakti (1998). Raj Comics är än idag (2013) en av de främsta indiska serieförlagen.

### 2000-talet
Åren runt millennieskiftet innebar slutet för flera etablerade serieförlag, däribland Tulsi och Manoj, och framför allt den inhemska serieproduktionen krympte markant - till och med utgivningen av Amar Chitra Katha var vilande under större delen av 1990-talet och början av 2000-talet, för att ta fart igen 2010. Diamond Comics och Raj Comics fortfor med sin utgivning, men med ständigt minskande försäljning.
1997 etablerade bland andra filmregissören Shekhar Kapur och författaren och läkaren Deepak Chopra förlaget Gotham Comics, baserat i USA, men med utgivning huvudsakligen i Indien. Under de följande decenniet kom förlaget att bli en av Indiens främsta serieaktörer: man tog över utgivningen av DC Comics och Marvel Comics, och rönte framgångar med serier baserade på Hanna-Barberas/Cartoon Networks produkter (Powerpuffpinglorna, Familjen Flinta, Scooby-Doo, med flera). 2004 publicerade man sin första egna produktion, en indisk version av Spider-Man, Spider-Man India skriven och tecknad av Jeevan Kang. Serien utspelar sig i Bombay, och hjälten heter inte Peter Parker, utan Pavitr Prabhaka.
2006 såldes Gotham Comics till underhållningsjätten Virgin Group, och omformades till Virgin Comics. Två år senare såldes företaget igen, och fick nu namnet Liquid Comics.
Virgin Comics/Liquid Comics har sedermera publicerat flera titlar; under etiketten Shakti (sanskrit för "kraft") har man gett ut ett flertal serier baserade på indisk mytologi och folklore, men till skillnad Amar Chitra Katha har dessa varit medvetet producerade för att tilltala moderna superhjältefantaster - däribland märks Siddharth Kotains Devi, Gotham Chopras The Sadhu och Abhishek Singhs Ramayan 3392 A.D.. Därutöver har man producerat en ny version av den klassiska brittiska serien Dan Dare, samt serier baserat på idéer av internationella filmskapare och musikartister; bland andra Shekhar Kapur, Guy Ritchie, John Woo, Nicolas Cage, David A. Stewart och Hugh Jackman. Sedan övergången från Virgin har man dock kommit att fokusera på digitala serier, för läsplattor, datorer, etc.
Även om Diamond Comics - som fortfarande huvudsakligen publicerar indiska serier i traditionellt utförande - alltjämt är det ledande indiska serieförlaget, så har Raj Comics och Liquid Comics tillsammans lett en utveckling där indiska serier alltmer fjärmar sig från landets serietradition, och istället tagit allt starkare intryck av moderna nordamerikanska och europeiska serier. Bland andra nya aktörer från senare år märks Level10 Comics som sedan publicerar serier inom skräck, fantasy och science fiction; Manta Ray Comics och Phantomville som publicerar socialrealistiska serieromaner av nya, hyllade serieskapare som Sarnath Banerjee, Naseer Ahmed och Pratheek Thomas; och Vimanika Comics och Campfire Graphic Novels, som båda publicerar action- och äventyrserier baserade på indisk religion.
Sedan 2011 anordnas en årlig seriemässa, Comic Con India, i New Delhi.

## Språk
De flesta av de stora indiska serieförlagen har publicerat sina serier på flera av Indiens språk, men flertalet är dock ursprungspublicerade på huvudspråket hindi. Indrajal Comics publicerades under de första åren enbart på engelska men kom sedermera att publiceras även på hindi, marathi, bengali, malayalam, kannada, gujarati och tamil. Chacha Chaudhary har publicerats på över tio indiska språk, och Amar Chitra Katha utkom som mest på över tjugo språk, inklusive engelska.
Bland inhemska serier med andra ursprungsspråk än hindi märks framförallt barnserien Dinkan, som ursprungspublicerades på malayalam, och Narayan Debnaths serier, som producerades på bengali.